# 罗什塔耶
罗什塔耶（法語：Rochetaillée，法語發音：[ʁɔʃtaje]）是法国上马恩省的一个市镇，位于该省南部偏西，属于朗格勒区。

## 地理
罗什塔耶（47°51'44"N, 5°6'56"E）面积27.95 平方千米，位于法国大東部大區上马恩省，该省份为法国东北部内陆省份，北起马恩省和默兹省，西接奥布省，西南接科多尔省，东南接上索恩省，东临孚日省。
与罗什塔耶接壤的市镇（或旧市镇、城区）包括：欧布里沃、奥布河畔拜、欧容河畔圣卢、沃邦、维特里昂蒙塔涅、瓦西讷。

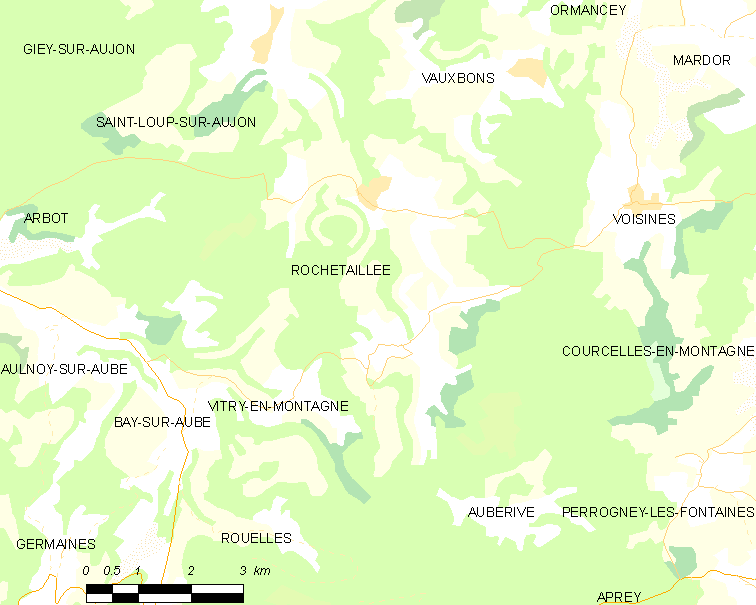
罗什塔耶的OSM定位图

罗什塔耶的时区为UTC+01:00、UTC+02:00（夏令时）。

## 行政
罗什塔耶的邮政编码为52210，INSEE市镇编码为52431。

## 政治
罗什塔耶所属的省级选区为维勒居西安勒拉克县。

## 人口

1962-2008年间罗什塔耶人口变化图示

罗什塔耶于2022年1月1日时的人口数量为156人。